# لويغي غلومبارد
لويغي غلومبارد (بالفرنسية: Luigi Glombard)‏ هو لاعب كرة قدم فرنسي في مركز الهجوم، ولد في 21 أغسطس 1984 في مونتروي في فرنسا. شارك مع منتخب فرنسا تحت 17 سنة لكرة القدم ومنتخب فرنسا تحت 18 سنة لكرة القدم. أما مع النوادي، فقد لعب مع أولدهام أثلتيك وكارديف سيتي وليستر سيتي ونادي أورليانز ونادي غرونوبل ونادي ليزيربيي ونادي نانت ونادي نيور.

## وصلات خارجية
- لويغي غلومبارد على موقع رابطة كرة القدم الفرنسية للمحترفين (الإنجليزية)
- لويغي غلومبارد على موقع قاعدة بيانات كرة القدم.إي يو (الإنجليزية)
- لويغي غلومبارد على موقع ليكيب (الفرنسية)
- لويغي غلومبارد على موقع Soccerbase.com (لاعب) (الإنجليزية)